# Sorella d'aleta blava
La sorella d'aleta blava (Caranx melampygus) és un peix teleosti de la família dels caràngids i de l'ordre dels perciformes.

## Morfologia
Pot arribar als 117 cm de llargària total i als 43,5 kg de pes.

## Distribució geogràfica
Es troba des de les costes del Mar Roig i de l'Àfrica oriental fins a les Ryukyu i Nova Caledònia. També des de Mèxic fins a Panamà.